# Brzi Brod
Brzi Brod (cyr. Брзи Брод) – wieś w Serbii, w okręgu niszawskim, w mieście Nisz. W 2011 roku liczyła 4642 mieszkańców.